# 12140 Джонболтон
12140 Джонболтон (12140 Johnbolton) — астероїд головного поясу, відкритий 24 вересня 1960 року.
Тіссеранів параметр щодо Юпітера — 3,467.